# Montez Magno
Montez Magno (Timbaúba, 1934 - Recife, 2023) foi um pintor, escultor, escritor e ilustrador brasileiro.

## Biografia
Estudou desenho e pintura, entre 1953 e 1966. Em 1957, realizou sua primeira exposição individual no Instituto dos Arquitetos do Brasil, em Recife. A partir de 1960, publicou artigos e pesquisas sobre arte em jornais brasileiros. Tornou-se bolsista do Instituto de Cultura Hispânica entre 1963 e 1964, o que lhe permitiu viajar por vários países da Europa. Com o prêmio recebido no I Salão Global do Nordeste, viajou para Europa e Argélia, a estudos, em 1975. De volta ao Brasil, lecionou escultura na Universidade Federal da Paraíba. Ilustrou o livro O Diabo na Noite de Natal, de Osman Lins, e vários livros de sua própria autoria. Faleceu em 27 de outubro de 2023, aos 89 anos.

## Exposições

### Coletivas
- 1959 - São Paulo SP - 5ª Bienal Internacional de São Paulo
- 1960c. - Recife PE - 18º Salão de Pintura, no Museu do Estado - primeiro prêmio de pintura
- 1962 - São Paulo SP - Salão Paulista de Arte Moderna - medalha de prata
- 1963 - São Paulo SP - Salão Paulista de Arte Moderna
- 1965 - Rio de Janeiro RJ - Salão Nacional de Arte Moderna
- 1965 - São Paulo SP - 8ª Bienal Internacional de São Paulo
- 1966 - Salvador BA - 1ª Bienal Nacional de Artes Plásticas - prêmio pesquisa
- 1967 - São Paulo SP - 9ª Bienal Internacional de São Paulo - prêmio aquisição
- 1967 - Rio de Janeiro RJ - Salão Nacional de Arte Moderna - isenção de júri
- 1968 - Salvador BA - 2ª Bienal Nacional de Artes Plásticas
- 1970 - Nova York (Estados Unidos) - Coletiva de artistas sul-americanos organizada pela International Art Foundation of New York - Itinerante
- 1971 - Rio de Janeiro RJ - 1º Salão da Eletrobrás - menção especial
- 1971/1972 - São Paulo SP - Panorama de Arte Atual Brasileira, no MAM/SP
- 1973 - Bilbao (Espanha) - Feira Internacional
- 1974 - Olinda PE - Salão Global do Nordeste - primeiro prêmio
- 1975 - Rio de Janeiro RJ - Salão Nacional de Arte Moderna
- 1985 - São Paulo SP - Coletiva, no MAC/USP
- 1985 - Valparaíso (Chile) - Bienal de Valparaíso
- 1989 - Havana (Cuba) - 3ª Bienal de Havana
- 1989 - Recife PE - Pinturas, no Escritório de Arte Guilherme Eustáclio
- 1994 - Recife PE - Batalha dos Guararapes: Um Olhar Contemporâneo, no Museu do Estado de Pernambuco
- 1994 - Porto (Portugal) - Recife: Raízes e Resultados, no Prédio da Alfândega
- 1994 - São Paulo SP - Contemporâneos no Acervo do Masp: Décadas 80/90, no Masp

### Individuais
- 1957 - Recife PE - Individual, no IAB
- 1960 - Salvador BA - Individual, no MAM/BA
- 1961 - Recife PE - Individual, na Galeria Rozenblit
- 1963 - São Paulo SP - Individual, na Galeria Seta
- 1964 - Madri (Espanha) - Individual
- 1964 - Barcelona (Espanha) - Individual
- 1964 - Gijón (Espanha) - Individual
- 1965 - Rio de Janeiro RJ - Individual, na Galeria Goeldi
- 1965 - São Paulo SP - Individual, na Galeria Atrium
- 1970 - Rio de Janeiro RJ - Individual, na Petite Galerie
- 1970 - Recife PE - Individual, no MAC/PE
- 1973 - Rio de Janeiro RJ - Individual, na Petite Galerie
- 1979 - Recife PE - Primeiro e Segundo Ciclos da Série Barracas do Nordeste, no Museu de Arte Sacra
- 1981 - Recife PE - Individual, na Galeria Vila Rica
- 1985 - Recife PE - Terceiro Ciclo da Série Barracas do Nordeste, no Centro de Convenções de Pernambuco
- 1988 - Rio de Janeiro RJ - Individual, na Galeria de Arte Centro Empresarial Rio